# IGNITION (Z/Xのアルバム)
『IGNITION』（イグニッション）はブロッコリー発売のトレーディングカードゲーム『Z/X』（ゼクス）の10周年を記念した二枚組アルバムである。2023年2月25日に発売された。

## 概要
DISC1はアイドルユニット「SHiFT」と「iDA」による新曲「ゼクス アクティベート！ -10th-」と、2020年2月の「SHiFT バレンタインライブ 2020」で披露した歴代ドラマCDキャラソンのカバー曲を初収録している。
DISC2はドラマCD「ソトゥニャシ放送局またたび」から「ソトゥなし放送局14ch」までの収録曲とゲームアプリ「Z/X Code OverBoost」の主題歌「Best Friends Forever」をひとまとめにした、「All of You」以来のキャラソンアルバム第2弾となっている。

## 収録曲

### Disc1
1. ゼクス アクティベート！ -10th-（SHiFT＆iDAver） [4:42]
歌：SHiFT[メンバー 1]、iDA[メンバー 2]
作詞：月宮うさぎ（ULTRA-PRISM）作曲 / 編曲：小池雅也（ULTRA-PRISM）
2. ゼクス アクティベート！ -10th-（SHiFT＆iDAver） [注 1]
off vocal
3. Changing the Fate（春村奈々＆中澤ミナver） [4:11]
歌：プリズム（春村奈々）、ニュー（中澤ミナ）
作詞 / 作曲 / 編曲：真鍋旺嵩、中沢昭宏（WEEAST）
4. Keeping the Faith（和泉風花＆星谷美緒ver） [4:46]
歌：ミーリィ（和泉風花）、アグリィ（星谷美緒）
作詞 / 作曲 / 編曲：真鍋旺嵩、中沢昭宏（WEEAST）
5. 僕らの世界（会沢紗弥ver） [4:38]
歌：ペクティリス（会沢紗弥）  
作詞 / 作曲 / 編曲：真鍋旺嵩、中沢昭宏（WEEAST）
6. 未来がひとつに（SHiFTver） [3:44]
歌：SHiFT[メンバー 1]
作詞 / 作曲 / 編曲：真鍋旺嵩、中沢昭宏（WEEAST）

### Disc2
1. Won't you come with me now ? [4:27]
歌：ニーナ・シトリー （久野美咲） with ハナエル（星谷美緒）＆バキエル（春村奈々）
作詞 / 作曲 / 編曲：真鍋旺嵩、吹野クワガタ、中沢昭宏
2. 寂しがり子悪魔 [3:52]
歌：アニムス（加隈亜衣）
作詞 / 作曲 / 編曲：真鍋旺嵩、吹野クワガタ、中沢昭宏
3. はぴバースデー [3:13]
歌：倉敷世羅（金元寿子）、黒崎春日（藤田茜）
作詞 / 作曲 / 編曲：真鍋ひでたか、佐々木”コジロー”貴之、中沢昭宏
4. 新しいふたりの絆 新しいふたりの形 [4:15]
歌：百目鬼きさら（日高里菜）、ヴェスパローゼ（大西沙織）
作詞 / 作曲 / 編曲：真鍋旺嵩、吹野クワガタ、中沢昭宏
5. シャイニング・エンジェル [4:09]
歌：弓弦羽ミサキ（石原夏織）
作詞：真鍋ひでたか／作曲・編曲：真鍋ひでたか、中沢昭宏、佐々木貴之
6. PHILANTHROPY [4:16]
歌：夜刀うらら（小松未可子）
作詞 / 作曲 / 編曲：真鍋旺嵩、中沢昭宏
7. ユイ it's むにむに [3:46]
歌：バーチャルアイドルむにむに（洲崎綾）
作詞 / 作曲：真鍋旺嵩、吹野クワガタ／編曲：真鍋旺嵩、吹野クワガタ、中沢昭宏
8. 六花の絆 [4:36]
歌：シェリーナ（カノエラナ）、セマルグル（カノエラナ）
作詞：真鍋ひでたか／作曲：真鍋ひでたか、吹野クワガタ／編曲：真鍋ひでたか、吹野クワガタ、中沢昭宏
9. 風曜日エブリディ [3:18]
歌：上柚木さくら（立花理香）
作詞 / 作曲：真鍋ひでたか、吹野クワガタ／編曲：真鍋ひでたか、吹野クワガタ、中沢昭宏
10. Best Friends Forever [4:11]
歌：各務原あづみ（小倉唯）、リゲル（内田彩）
作詞 / 作曲 / 編曲：真鍋旺嵩、吹野クワガタ、中沢昭宏

## 封入特典
PTカード26種29枚（26種26枚コールド箔仕様、1種3枚ノーマル仕様）。仕様：レインボー箔加工の外装箱入り。